# Cortegana (Huelva)
Cortegana es un municipio español de la provincia de Huelva, en el parque natural Sierra de Aracena y Picos de Aroche, en Andalucía. El municipio cuenta con una población de 4618 habitantes (INE 2024). Su extensión superficial es de 174 km² y tiene una densidad de 28,39 hab/km². Se encuentra situada a una altitud de 689 metros y a 120 kilómetros de la capital de provincia, Huelva.

## Geografía

### Clima
De acuerdo con la clasificación climática de Köppen, Cortegana tiene un clima mediterráneo de tipo Csa.
| Parámetros climáticos promedio de Cortegana en el periodo 1961-1981 | Parámetros climáticos promedio de Cortegana en el periodo 1961-1981 | Parámetros climáticos promedio de Cortegana en el periodo 1961-1981 | Parámetros climáticos promedio de Cortegana en el periodo 1961-1981 | Parámetros climáticos promedio de Cortegana en el periodo 1961-1981 | Parámetros climáticos promedio de Cortegana en el periodo 1961-1981 | Parámetros climáticos promedio de Cortegana en el periodo 1961-1981 | Parámetros climáticos promedio de Cortegana en el periodo 1961-1981 | Parámetros climáticos promedio de Cortegana en el periodo 1961-1981 | Parámetros climáticos promedio de Cortegana en el periodo 1961-1981 | Parámetros climáticos promedio de Cortegana en el periodo 1961-1981 | Parámetros climáticos promedio de Cortegana en el periodo 1961-1981 | Parámetros climáticos promedio de Cortegana en el periodo 1961-1981 | Parámetros climáticos promedio de Cortegana en el periodo 1961-1981 |
| Mes | Ene.                                                                | Feb.                                                                | Mar.                                                                | Abr.                                                                | May.                                                                | Jun.                                                                | Jul.                                                                | Ago.                                                                | Sep.                                                                | Oct.                                                                | Nov.                                                                | Dic.                                                                | Anual                                                               |
| --- | ------------------------------------------------------------------- | ------------------------------------------------------------------- | ------------------------------------------------------------------- | ------------------------------------------------------------------- | ------------------------------------------------------------------- | ------------------------------------------------------------------- | ------------------------------------------------------------------- | ------------------------------------------------------------------- | ------------------------------------------------------------------- | ------------------------------------------------------------------- | ------------------------------------------------------------------- | ------------------------------------------------------------------- | ------------------------------------------------------------------- |
| Temp. media (°C) | 10.6                                                                | 11.6                                                                | 13.2                                                                | 15.8                                                                | 19.5                                                                | 23.4                                                                | 27.5                                                                | 27.3                                                                | 24.3                                                                | 19.3                                                                | 14.2                                                                | 11.2                                                                | 18.2                                                                |
| Precipitación total (mm) | 121.7                                                               | 107.4                                                               | 83.5                                                                | 68.2                                                                | 52.3                                                                | 30.1                                                                | 3.2                                                                 | 5.0                                                                 | 34.6                                                                | 101.0                                                               | 83.4                                                                | 101.2                                                               | 791.7                                                               |
| Fuente: Ministerio de Agricultura, Alimentación y Medio Ambiente. Datos de precipitación para el periodo 1961-1981 y de temperatura para el periodo 1961-1981 en Cortegana 13 de noviembre de 2012 |                                                                     |                                                                     |                                                                     |                                                                     |                                                                     |                                                                     |                                                                     |                                                                     |                                                                     |                                                                     |                                                                     |                                                                     |                                                                     |

## Historia

### Edad Media
En la época visigótica aparece en la "Hitación de Wamba", CORTESA, coincidiendo en su posición con el pueblo actual, por ello debe referirse al nombre visigodo de Cortegana. En la época árabe aparece el nombre Cartsana, referido por el geógrafo árabe del siglo XIII Himyari. En 1231 el rey de Portugal Sancho II, apoyado por la Orden del Hospital de San Juan, intentó anexionar toda esta comarca del Reino de Taifa sevillano al Reino luso, conquistó toda la zona y pobló las vecinas villas de Aroche y Aracena. No obstante, la ocupación serrana abarcará un corto plazo. Tras varias vicisitudes en las que su pertenencia se alterna entre las coronas de Castilla y Portugal, esta franja acabaría formando parte de la Corona castellana, que nunca renunció formalmente a su tenencia. De hecho, Cortegana aparece con su actual nombre en el repartimiento de la ciudad de Sevilla por San Fernando. A finales del siglo XIII y principios del XIV, toda la zona serrana será un territorio de disputa entre Castilla y Portugal. Ello va a ser decisivo para la construcción del castillo de la villa y los restantes de la zona.
Con fecha 6 de diciembre de 1253, el rey Alfonso X El Sabio confirmó los fueros otorgados por San Fernando a la ciudad de Sevilla. En ellos se nombra a Cortegana, Zufre, Aracena, Almonaster, Mora, Serpa, Aroche, Ayamonte, Andévalo y otros más. El día 10 de agosto de 1284, el rey Sancho IV el Bravo entra en la ciudad de Sevilla y confirma los privilegios otorgados por Fernando III y Alfonso X el Sabio a dicha ciudad. En ella se nombra a Cortegana como villa de Sevilla. El 4 de junio de 1293, estando el rey Sancho IV en Valladolid, concedió licencia para fabricar fortaleza en diversas partes de la frontera, que concedió y lo acrecentó después con un albalá dado en Toro el día 4 de noviembre. En dicha licencia, se ordenan entre otros los castillos de Cumbres, Santa Olalia, Aroche y Fregenal. Se ocluye el de Cortegana, pero para algunos autores la primitiva construcción del castillo de Cortegana pudiera tener el mismo origen. Es más aceptado que su origen es de finales del siglo XIII o primeros años del XIV y que su misión era defender la frontera con Portugal en aquellos tiempos litigiosos. El primer documento en que aparece nombrado el castillo es de 1326 y en 1339 se menciona además la cerca que protegía el emplazamiento de la antigua población en lo alto del cerro. Sufrirán castillo y villa diversos ataques y asedios del reino vecino durante el siglo XIV.
Posiblemente a comienzos del siglo XV, en un periodo de más estabilidad, la población comenzó a abandonar la protección de la cerca y a expandirse extramuros, ocupando paulatinamente el emplazamiento actual. 
No obstante, los conflictos civiles del Reino de Castilla acabarían volviendo a otorgar mayor importancia estratégica a esta fortaleza. Como muestra de ello, los Reyes Católicos ordenaron a la ciudad de Sevilla en 1477 enviasen treinta lanceros a las villas de Aroche y Cortegana para defensa contra las incursiones de los portugueses. Además, promovieron dos importantes reformas. Una alrededor de 1480 con la construcción de la Torre del Homenaje y otra posterior en la que se llevó a cabo el acondicionamiento de la fortaleza a las nuevas tácticas pirobalisticas.

### Edad Moderna
Juan de Ledesma, en el año 1633, nos habla del Santuario de Nuestra Señora del Castillo y de la devoción que la villa siente por una de las imágenes que acompañan a Nuestra Señora del Castillo, Nuestra Señora de la Piedad, a la que achacan muchos milagros y acciones. Posteriormente, desbancaría a la primera, convirtiéndose en patrona de la villa, y lo es actualmente.
Establecida definitivamente la paz y acotada la frontera con Portugal, Cortegana entra en sombra histórica, no encontrándose en los documentos consultados más datos que cambios de alcaide, reformas en el castillo, pleitos entre sus habitantes o asuntos eclesiásticos.

### Edad Contemporánea

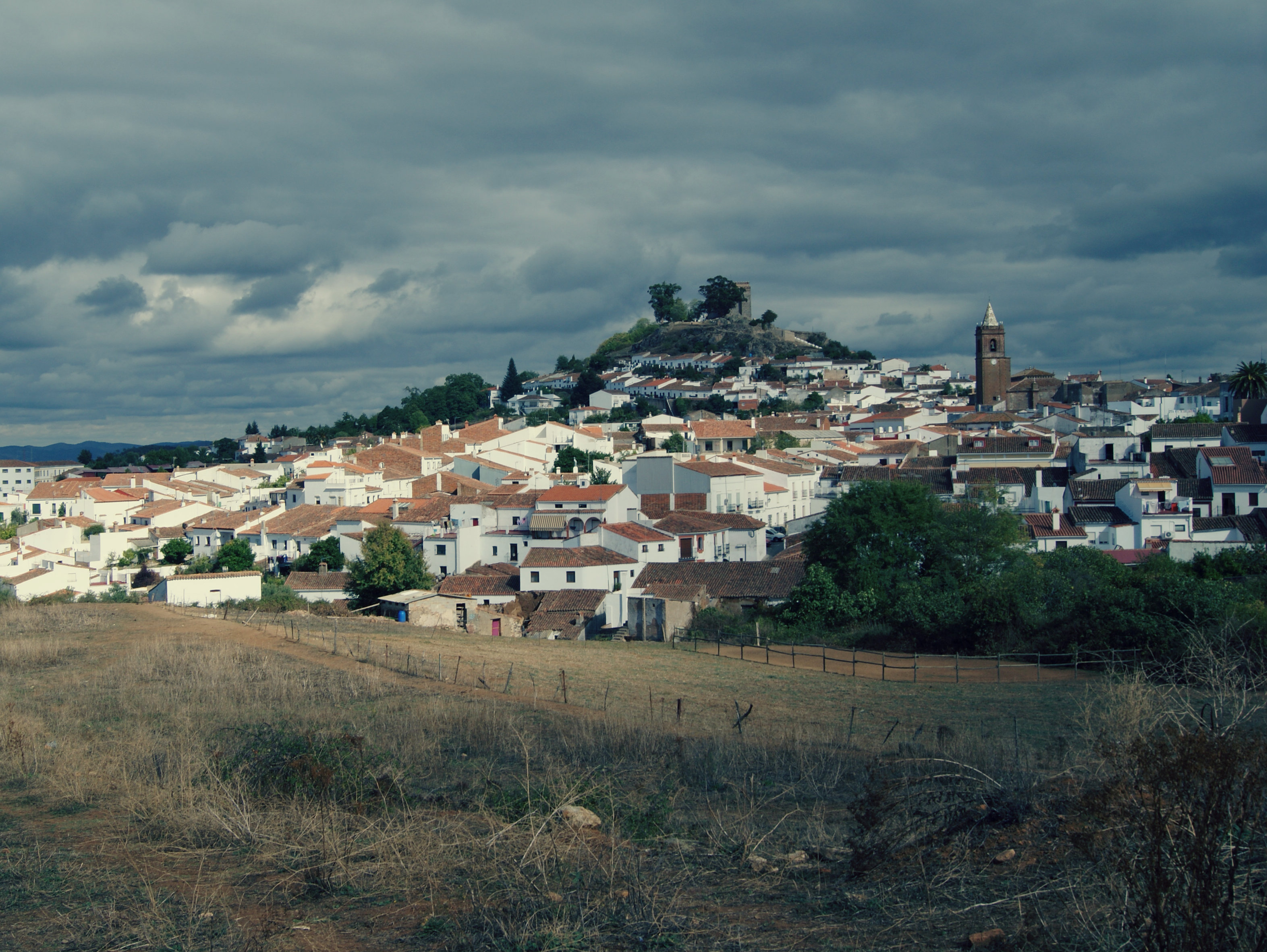
Paisaje de Cortegana

En la nueva división provincial del siglo XIX, después de más de un milenio de dependencia administrativa del Reino de Sevilla —solo interrumpida por el breve periodo de dominación portuguesa de mediados del siglo XIII—, se decide que, junto al resto de las localidades de la sierra de Aroche y sierra de Aracena, quede enclavada en una provincia de nueva creación con capital en Huelva. A finales del siglo XIX se produjo la llegada del ferrocarril al municipio con la inauguración de la línea Zafra-Huelva en 1889. De forma paralela, en el área de Valdelamusa se produjo una incipiente industrialización con motivo del auge de la minería, con una importante presencia en la zona. Sobresalían en este sentido varias explotaciones, como la mina Confesionarios o las minas de San Telmo.
La actividad minera entró en declive la segunda mitad del siglo XX, lo que sumió al municipio en una profunda crisis económica y demográfica.

## Demografía
Cortegana cuenta con una población de 4618 habitantes (INE 2024).
| Gráfica de evolución demográfica de Cortegana entre 1842 y 2021                                                     |
| |
| Población de derecho según los censos de población del INE Población de hecho según los censos de población del INE |

## Aldeas y poblaciones mineras
- Valdelamusa
- La Corte
- Puerto Lucía
- La Pica
- San Telmo

## Economía
La mayor parte de los habitantes viven directamente del sector agrario, principalmente de la ganadería en régimen extensivo, destacando el porcino y el vacuno.
En la artesanía destacan la orfebrería, los encajes de bolillos, los bordados, la cerámica de cuchara (con una técnica de pintura única, solo se realiza en esta población), antiguos talleres de forja, que perviven en estas tierras, manteniendo el ambiente tradicional de siglos atrás, con talleres de fabricación de las famosas romanas de Cortegana. Reconvertidos hoy en talleres de guarnicionerías con apellidos como López y Roldan, que fabrican y exportan accesorios ecuestres a un buen número de países.
Como producto forestal más característico destaca el corcho, corteza producida por el alcornoque que se extrae cada nueve años. La industria corcho—taponera se ha venido desarrollando en esta localidad desde la primera mitad del siglo XIX, llegando a su máximo esplendor a comienzos del siglo XX. En la actualidad la familia Benítez mantiene esta actividad tradicional.
La industria del cerdo ibérico de Cortegana, junto con la de Jabugo, es la más conocida internacionalmente. Marcas como MICSA, F y G o LAZO, entre otras, han venido siendo referentes históricos del sector.
El turismo también desempeña un papel importante en la economía de Cortegana, ya que deja importantes ingresos a bares, tiendas, puestos de frutas, arrendatarios, etc.

### Evolución de la deuda viva municipal
| Gráfica de evolución de Deuda viva del Ayuntamiento de Cortegana entre 2008 y 2021                                |
| |
| Deuda viva del Ayuntamiento de Cortegana en miles de Euros según datos del Ministerio de Hacienda y Ad. Públicas. |

## Patrimonio

### Edificios civiles

#### Castillo

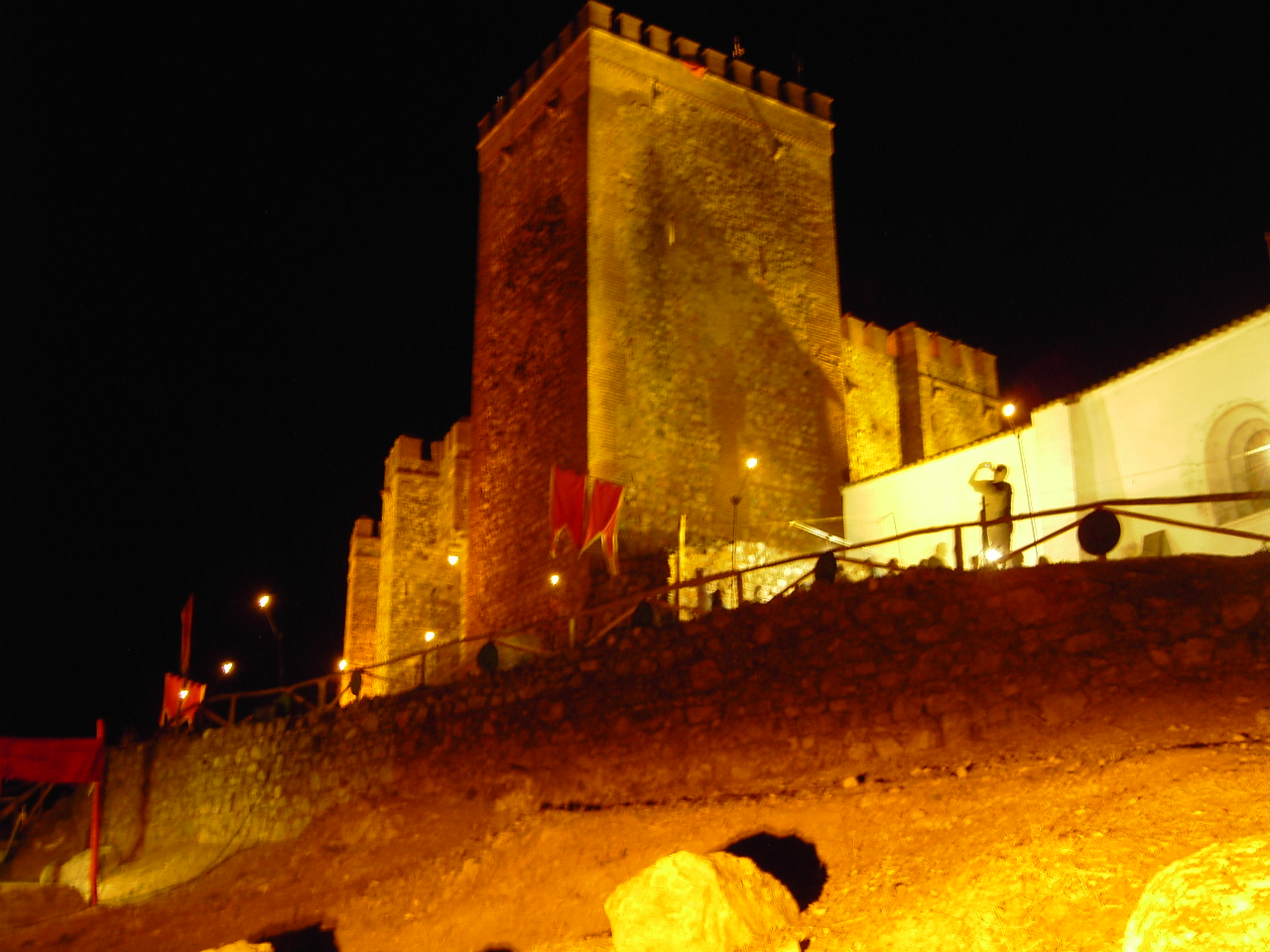
El castillo durante la celebración de la Feria Medieval

El principal edificio de la ciudad es el Castillo de Cortegana. Construido a finales del siglo XIII  como parte de la llamada Banda Gallega, línea defensiva paralela a la frontera portuguesa. En este punto concreto se defendía a la ciudad de Sevilla ante posibles invasiones desde el país vecino, ya que en la época existió una fuerte disputa sobre las fronteras de ambos reinos.  Hay que destacar que el castillo no fue asentamiento feudal, sino que está más en la línea de fortificaciones construidas en apoyo de la reconquista, o para estabilizar las fronteras entre reinos peninsulares. Estuvo regido por un Alcaide, y a lo largo de su historia sufrió numerosos deterioros, motivados unos por el progresivo abandono en que fue cayendo al cesar su finalidad militar, y otros, debidos a causas naturales, como los ocasionados por el terremoto de Lisboa a mediados del siglo XVIII (1755). Está declarado Bien de Interés Cultural, con la categoría de Monumento. Bajo la protección de la Declaración genérica del Decreto de 22 de abril de 1949, y la Ley 16/1985 sobre el Patrimonio Histórico Español. En 1993 la Junta de Andalucía otorgó un reconocimiento especial a los castillos de la comunidad autónoma de Andalucía. Dicha fortaleza fue recuperada para la localidad en 2006, cuando el Ayuntamiento de Sevilla (anterior propietario) devolvió su gestión a esta localidad. 
El aspecto actual del Castillo de Cortegana es fruto de un dinámico proceso histórico que ha incluido reformas, restauraciones y modificaciones en varios momentos de su existencia. Es un deleite sentir la magia que impregna el edificio y su entorno, acceder al conjunto por cualquiera de sus dos entradas y disfrutar del plácido ambiente que ofrecen sus paseos y miradores, rodeados por una cerca exterior con sus torres, un muro que en algunos puntos conserva tramos originales. El alcázar es, sin duda, el elemento más significativo y reconocible del conjunto.
Consta de un único acceso en su cara sur por medio de una escalinata que se adentra en el patio de armas. Dentro de éste, y soterrado, destaca el aljibe, un depósito de agua abovedado que ejerció funciones de subsistencia para los moradores del castillo: el alcaide y sus servidores. La cara este de dicho patio aparece flanqueada por la fachada del palacio, un conjunto de varias salas articuladas en dos plantas superpuestas. En la planta inferior se encuentra la recepción del inmueble y otras habitaciones como la capilla o la cárcel, hoy habilitada como muestrario de varias piezas de valor arqueológico.
En la planta superior hay otras instancias, cobrando protagonismo la habilitada como sala del alcaide. La planta del alcázar se encuentra dominada por cuatro torres en los ángulos y dos intermedias en las paredes de sus lados largos. Están unidas entre sí por un adarve o paseo de ronda, al que se accede por una escalera desde el patio de armas. Hoy día, el paseo de ronda no presenta un recorrido continuo, al ser descartada en la restauración de 1971 la rampa que unía el tramo norte del adarve con la terraza alta. Esta consiste en un espacio abierto que actúa de tránsito para penetrar en la torre del homenaje, la de mayores dimensiones de todo el edificio y fechada a finales del siglo XV, en tiempos de los Reyes Católicos. Todas las torres y lienzos del alcázar están actualmente rematados por una línea de almenas y merlones, a excepción del borje, torresemicircular de la cara oeste, y sus muros adyacentes.
Hoy día, el castillo tiene nuevos usos, principalmente culturales, como la celebración de las Jornadas Culturales de la Asociación Amigos del Castillo de Cortegana o de las populares Jornadas Medievales que organiza el Ayuntamiento. También se organizan visitas guiadas y dinamizadas y bodas medievales.

#### Plaza de toros
Construida en 1854, presenta mampostería de piedra en sus paramentos y está reforzada con potentes contrafuertes de la misma fábrica. En su interior, tanto el graderío como el muro perimetral del ruedo también estaban construidos en mampostería, aunque la reciente reforma del edificio ha sustituido estos materiales por ladrillos modernos y hormigón para otorgarle consistencia, dado que presentaba un peligro inminente de derrumbe.
En ese año en el que se constituyen las escrituras de la sociedad y, es que esta plaza, al igual que muchas otras en la sierra, es propiedad de un conjunto de accionistas que decidieron acometer las obras de la construcción en aquellos años.
En 2012 terminaron las obras de remodelación de la plaza, el proyecto de reforma ha consistido en la adaptación de la Plaza de Toros a la normativa taurina actual para que puedan llevarse a cabo festejos taurinos, así como corridas con picadores ajustadas a la legislación. Para ello, ha sido necesario la instalación de barreras con un callejón, así como una enfermería, que aunque la anterior plaza gozaba de una, ésta quedó es desuso por la incorrecta ubicación que poseía. Ahora la enfermería se dispone junto a la casa del guarda, donde también se encuentra la taquilla.
La plaza de toros de Cortegana es un edificio de planta circular realizado a base de mampostería de piedra. Posee, además, una serie de contrafuertes encargados de contrarrestar la fuerza del terreno. Cuenta con dos muros de contención y un relleno de piedra que forman la gradería. Se trata de un edificio de piedra, y es que, a día de hoy, la piedra es vista con nostalgia, pero hubo una época en la que este material fue símbolo de pobreza, tal vez por este motivo «se enfoscó la puerta situada junto a la casa del guarda, para dar mejor imagen a este personaje».
La plaza de toros de Cortegana es un edificio sencillo con una puerta a dos aguas. La puerta de cuadrilla da acceso al ruedo y a los tendidos. Con la reforma se ha introducido una novedad, como el establecimiento de baños en los tendidos y una zona reservada para minusválidos. Además, dentro del callejón pueden verse los burladeros de manejo, algo que exigía la legislación.

#### Otras construcciones civiles

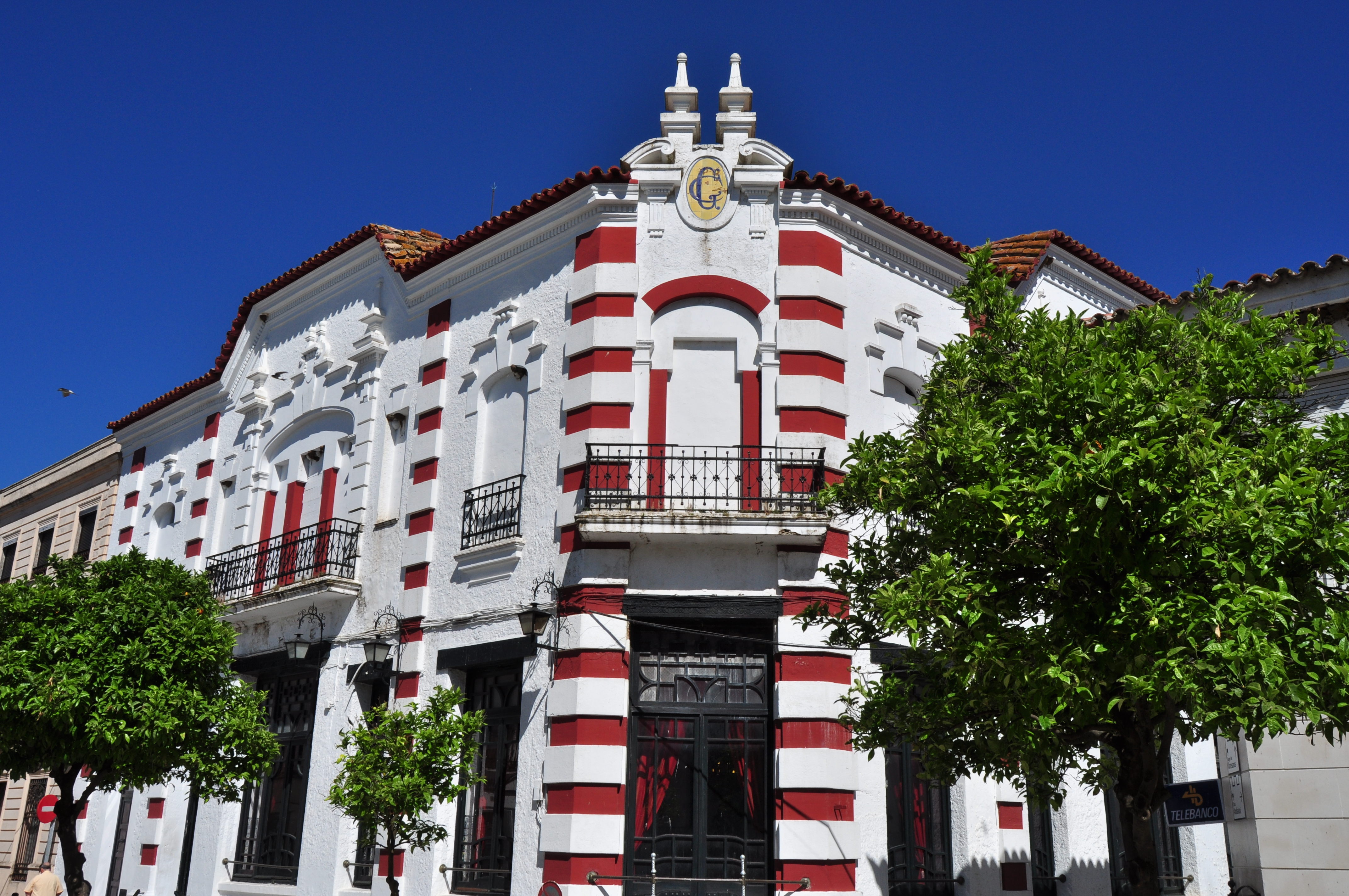
Fachada del Gran Casino.

De entre su arquitectura civil destacan el Lavadero público de 1883, la construcción a principios del siglo XX de la Sociedad Gran Casino (1917) y la Sociedad Nuevo Casino, y más recientemente el nuevo Teatro Capitol-Sierra (1958), sin duda uno de los mejores de la comarca serrana.
Las calles de Cortegana sobresalen por su acuciado desnivel y su sinuosidad.

### Edificios religiosos

#### Iglesia parroquial del Divino Salvador

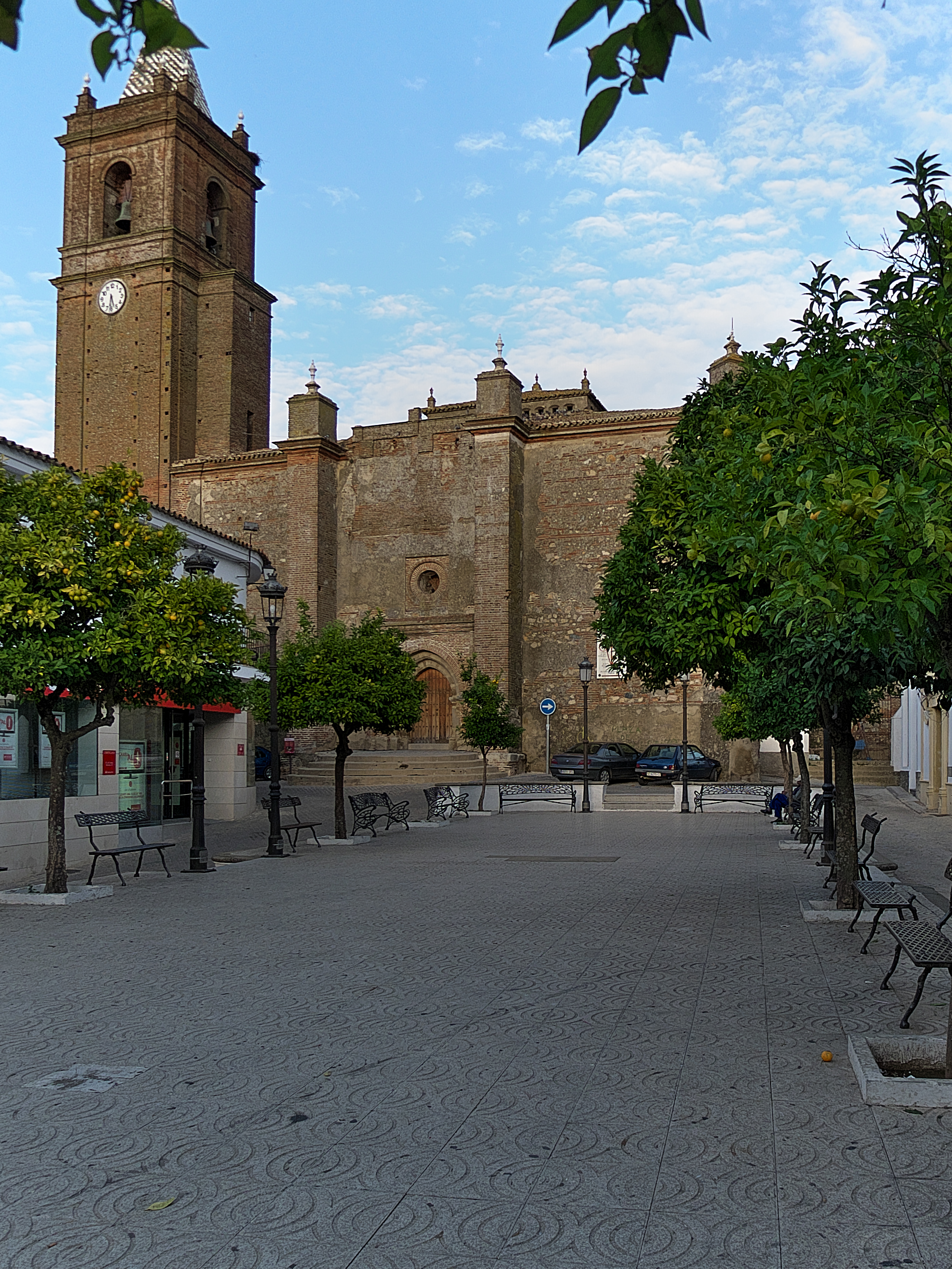
Iglesia del Divino Salvador

En el centro de Cortegana se encuentra el edificio de culto religioso más emblemático de Cortegana: la iglesia parroquial del Divino Salvador, ubicada en la plaza del mismo nombre. Su aspecto actual es fruto de diversos procesos constructivos que parten desde la primera mitad del siglo XIV. Por estas fechas, una vez que la población fue asentándose en el valle, comenzó a erigirse un templo de carácter gótico-mudéjar, con influencias claramente sevillanas, aunque con improntas locales. La “portada del Perdón” es el acceso principal y data de este momento.
Con esencia renacentista se construyó ya en el siglo XVI un templo columnario de planta de salón, compuesto por tres naves y un presbiterio poligonal ligeramente resaltado al exterior. Los modelos empleados vinculan esta obra con el arquitecto Hernán Ruiz II.
En 1623 comienza a resolverse la fachada del edificio con el levantamiento de una torre que iría emplazada en el ángulo de la nave del evangelio, quedando conclusa definitivamente a finales del siglo XVIII. La torre, de planta cuadrada, se ejecutó con fábrica de ladrillo visto y quedó coronada por un cuerpo de cuatro vanos rectangulares, uno por frente, y una aguja con veleta.
La parroquia del Divino Salvador fue declarada por la Junta de Andalucía Bien de Interés Cultural y está inscrita en el Catálogo Andaluz de Patrimonio Histórico.
Alberga un legado extraordinario de platería mexicana del siglo XVII que se conserva admirablemente. Este gran legado es fruto de las donaciones que hicieron a la Parroquia aquellos corteganeses emigrados al Nuevo Mundo, esencialmente a Nueva España, que por cláusula testamentaria, y tras amasar enormes fortunas, legaron a su pueblo natal ingentes obras de arte de orfebrería. En este sentido, hay que resaltar la figura de Juan Vázquez de Terreros, quien desde Querétaro, donde consiguió una gran fortuna, donó un juego extraordinario de piezas litúrgicas. En definitiva, estamos pues, ante un tesoro parroquial con riquísimas piezas de plata y oro que está considerado uno de los mejores y más completos de toda la provincia de Huelva.
En su interior podemos encontrar imágenes sagradas de importancia artística como el Ntro. Padre Jesús en su Sagrada Oración en el Huerto (antiguo Ecce Homo del siglo XVII atribuido al taller del insigne imaginero Pedro Roldán. Cuerpo tallado en 1947 por Antonio Bidón Villar), la Inmaculada (Anónima del siglo XX), la Virgen de los Dolores (Rafael Barbero Medina, 1950), la Virgen de la Soledad (Anónima del siglo XVII, retocada en el siglo XVIII y finalmente en 1947 por Rafael Barbero Medina) el Santísimo Cristo de la Buena Muerte (Antonio Bidón Villar, 1939), el Santísimo Cristo de la Misericordia - Santo Entierro (Ramón Martín García, 2011) y el Stímo. Cristo del Amor (Miguel Bejarano, principios del siglo XXI).
Asimismo, cabe destacar entre las muchas obras de arte que alberga en su interior, la fastuosa rejería en hierro, entre la que sobresale el extraordinario púlpito del siglo XVII, considerado uno de los mejores de toda Andalucía y que aporta al templo una prestancia extraordinaria.
En su interior, todos los altares fueron renovados tras el incendio provocado por la barbarie de 1936, donde los antiguos altares, de magnífica talla, fueron destruidos y reducidos a cenizas. Actualmente, tan solo se conserva un altar del siglo XVIII en mampostería que alberga las imágenes de Ntra. Sra de la Soledad y el misterio de la Oración en el Huerto.

#### Ermita de Nuestra Señora de la Piedad
La ermita de Nuestra Señora de la Piedad (siglo XIII) se encuentra dentro del recinto fortificado del castillo, y emplazada en su sector nordeste, que consta de una sola nave estructurada en tres tramos separados por arcos fajones rebajados, que apoyados sobre pilastras, soportan una bóveda de medio cañón con lunetos. Su muro trasero está coronado por un camarín de planta cuadrada cubierto con bóveda semiesférica y con bóveda rebajada para el pórtico que se adosa a sus pies. El origen del santuario posiblemente haya que encuadrarlo en el siglo XIII como un ejemplo más de las numerosas ermitas de repoblación que se erigieron por toda la comarca tras la conquista cristiana. Sabemos que fue la primera parroquia de la población, como nos testimonió Rodrigo Caro en 1634, y que primitivamente estuvo consagrada a Nuestra Señora del Castillo, según las indicaciones de Juan de Ledesma de 1633. La devoción a la Virgen de la Piedad la encontramos ya asentada en Cortegana desde el siglo XVII.
La Virgen de la Piedad primitiva, obra de estilo gótico, fue quemada en 1936. Recuperada en la actual en 1937, fue tallada por el escultor e imaginero Agustín Sánchez-Cid.

#### Iglesia de San Sebastián
Es del siglo XIV y corresponde al estilo gótico - mudéjar, sabia fusión entre el gótico del proyecto principal y las formas de hacer los alarifes mudéjares, que mantienen las técnicas constructivas de los musulmanes que vivían en los reinos cristianos.
Iglesia de una sola nave con cuatro tramos. La nave posterior a la construcción original, como lo demuestra el que los arcos que sostienen la techumbre de madera sean de medio punto con lunetos. El presbiterio data del siglo XV, aunque la sencillez de las ojivas y de las líneas de arcos de entrada al presbiterio realizadas en ladrillo parecen apuntar un origen anterior. La capilla mayor se cubre con bóveda de nervaduras. Portadas neoclásicas la de la nave de la Epístola y la de los pies del templo. De entre su rico patrimonio cabe destacar de finales las imágenes del Cristo de la Vera Cruz (Manuel Pineda Calderón, 1950. Sustituyó a una anterior de la segunda mitad del siglo XVI que fue quemada en 1936), María Santísima del Rosario en sus Misterios Dolororos (Francisco Malo Guerrero, 2013), María Santísima del Rosario (Anónima. Taller de Rosse, 1943) y San Sebastián (Taller del Arte Cristiano, mediados del siglo XX).

#### Ermita del Calvario (1974)
Se sitúa a la salida de Cortegana hacia el Camino del Hurón, completando el eje longitudinal del casco urbano, articulado en torno a las iglesias y ermitas de la población. Presenta un aspecto muy actualizado, fruto de su reconstrucción en 1974 sobre la antigua capilla del cementerio viejo, vigente hasta los años treinta del siglo XX en los que fue construida la nueva necrópolis. En ella está establecida la Hermandad de Nuestro Padre Jesús Nazareno, imagen barroca realizada por Blas Hernández Bello en 1607, consideradala imagen de Jesús con la cruz al hombro más antigua de la provincia de Huelva. La imagen de Jesús Nazareno perteneció a la Hermandad de la Vera Cruz hasta mediados del siglo XIX. Junto a él hay que destacar a la imagen de María Santísima del Valle (Manuel Pinedad Calderón, 1947).

## Fiestas y eventos
Como fiestas más importantes, podemos destacar los carnavales, celebrados en el mes de marzo, con el certamen de agrupaciones en el teatro Capitol Sierra y los pasacalles, bailes y Entierro del Chorizo como ejes centrales de los mismos y la Semana Santa, sin lugar a dudas, una de las mejores de la Sierra de Huelva, pudiéndose destacar las siguientes hermandades: 
- Hermandad de la Oración en el Huerto (Domingo de Ramos). Parroquia del Divino Salvador.
- Hermandad Nuestra Señora de los Dolores (Domingo de Ramos).
- Hermandad Nuestro Padre Jesús de la Humildad, Santa Cruz de Jerusalén y Nuestra Señora de la Esperanza  (Miércoles Santo). Parroquia del Divino Salvador.
- Hermandad de Nuestro Padre Jesús Nazareno y María Santísima del Valle (Jueves Santo).Ermita de El Calvario.
- Cristo de la Buena Muerte [Hermandad Sacramental]. (Viernes Santo-Madrugá).Parroquia del Divino Salvador.
- Hermandad del Santísimo Cristo de la Veracruz, María Santísima del Rosario en sus Misterios Dolorosos y San Juan Evangelista (Viernes Santo).Parroquia de San Sebastián.
- Hermandad de Nuestra Señora de la Soledad (Sábado Santo-Madrugá). Parroquia del Divino Salvador.
- Agrupación Parroquial del Santísimo Cristo de la Misericordia en el Santo Entierro(Sábado Santo). Parroquia del Divino Salvador.

Otros alicientes de la localidad son la multitudinaria Romería de San Antonio de Padua hacia la aldea de La Corte en el mes de junio desde 1946, la festividad del Corpus Christi y la Feria y Fiestas patronales en honor de Nuestra Señora de la Piedad, patrona de Cortegana, a comienzos de septiembre, a lo que hay que unir las Jornadas Medievales que, a principios de agosto, trasladan a Cortegana en el tiempo, convirtiéndola por unos días, en un enclave medieval único hasta convertirse en un atractivo turístico con impacto mediático a nivel autonómico y nacional. Las Jornadas Medievales, con el Castillo como escenario principal, donde todo el pueblo se traslada a la época medieval, se articulan en torno a cuatro días en los que doncellas y juglares recorren las calles de la localidad como hacían cinco siglos atrás, organizándose diversos actos de la época como cenas, mercadillos, juegos, torneos, partidas de ajedrez, conciertos, representaciones teatrales y exposiciones.
Además, durante todo el año se organizan distintas fiestas y eventos.

## Gastronomía
La gastronomía de Cortegana, al igual que la del resto de la Sierra, es rica y variada, debido a la amplia gama de alimentos autóctonos que emplea y a las técnicas conserveras de los productos cárnicos, algunas de gran valor etnográfico.
El nombre de Cortegana está asociado a los productos derivados del cerdo ibérico: el lomo, el solomillo, el secreto, la presa de paletilla, las castañetas, la asadura, las costillas, el jamón de bellota, la caña de lomo, el morcón y el resto de chacinas en general. De todos ellos se obtienen exquisitas tapas, entremeses y primeros platos y están asociados a otros productos típicos de la gastronomía local: las migas en otoño e invierno –especialmente en días lluviosos-, los revueltos de espárragos trigueros, el pisto serrano, el gazpacho de invierno, etc.
Debido a la riqueza micológica de la comarca, las setas están presentes en la oferta gastronómica de Cortegana durante gran parte del año: tanas (amanita caesarea), tentullos (boletus aereus), gallipiernos (macrolepiota procera) y pinateles o níscalos aparecen en la cocina local en forma de asados, guisos, revueltos, croquetas...
Si Cortegana es conocida por los productos derivados del cerdo ibérico, las setas y el queso, no lo es menos por su exquisita repostería: los dulces finos, mazapanes, pestiños, piñonate, las natillas con costra quemada, las compotas de manzana, peras, membrillo, el potaje de castañas, etc
El mosto de la comarca en los meses de noviembre y diciembre, el tostón de castañas en la candela, el aguardiente de guindas y los licores de setas completan la oferta gastronómica de Cortegana y son un deleite para los paladares más exigentes.